# Marco Cioci
Marco Cioci (ur. 26 września 1975 w Rzymie) – włoski kierowca wyścigowy.

## Kariera
Cioci rozpoczął karierę w wyścigach samochodowych w 1995 roku od startów w Formula Opel Lotus Nations Cup. Został sklasyfikowany na piątej pozycji w końcowej klasyfikacji kierowców. W późniejszych latach Włoch pojawiał się także w stawce Renault Clio Cup Italy, Formuły Palmer Audi, Włoskiej Formuły 3000, Euro 3000, Indy Racing League, Italian GT Championship, Mil Milhas Brasileiras, FIA GT Championship, Le Mans Series, FIA GT3 European Championship, 6 Hours of Vallelunga, International GT Open, SARA GT – Campionato Italiano Gran Turismo, Speedcar Series, Toyo Tires 24H Series, FIA GT2 European Cup, Superstars GT Sprint, 24-godzinnego wyścigu Le Mans, 24H Series, Blancpain Endurance Series, Intercontinental Le Mans Cup, Campionato Italiano Gran Turismo, 24H Dubai, Ferrari Challenge Europe, European Le Mans Series, FIA GT1 World Championship, FIA World Endurance Championship, Gulf 12 Hours, Liqui Moly Bathurst 12 Hour oraz United Sports Car Championship.